# Situación de las provincias argentinas desde 1820
La situación de las provincias argentinas desde 1820, específicamente después de la primera batalla de Cepeda, marcó el fin del sistema de centralización política y el surgimiento del federalismo de hecho en la Argentina. El Estado Nacional se disolvió y las gobernaciones e intendencias se desintegraron reemplazadas por  las provincias, surgidas en el núcleo de influencia de las antiguas ciudades del período hispano, de las cuales tomaron sus nombres.
Con la disolución del Gobierno Nacional se inició el llamado Período de las Autonomías Provinciales  donde cada provincia se autogobernó, sancionó su propia constitución y sus leyes, y manejó su economía. A partir de este período, al no existir un gobierno nacional que estuviera por encima de las provincias, la importancia de los caudillos provinciales se acentuó.

## Lo sucedido en Buenos Aires

### Gobierno de Manuel Sarratea
Luego de que López y Ramírez exigiesen la disolución de las autoridades nacionales y la formación de un gobierno representativo de la soberanía popular, un cabildo abierto se reunió el 16 de febrero de 1820, el cual dispuso la formación de una Junta de Representantes. Esta Junta eligió gobernador de la provincia a Manuel de Sarratea, un político y diplomático que contaba con el apoyo de los vencedores, pero que carecía del de Buenos Aires. Así fue como la Junta de Representantes de Buenos Aires fue creada por el gobernador Manuel de Sarratea en marzo de 1820, poco después de creada la provincia, en reemplazo del Cabildo, que era el que anteriormente se encargaba de esas funciones.

#### El tratado del Pilar (febrero de 1820)
Sarratea se propuso llegar a un acuerdo con López y Ramírez, y el 23 de febrero firmó el Tratado del Pilar, el cual principalmente proclamaba la unidad nacional y el sistema federal, aseguraba la paz entre las provincias que lucharon en la batalla de Cepeda (cerca de Pergamino), declaraba navegables para las provincias amigas los ríos Uruguay y Paraná, concedía amplia amnistía a los desterrados y/o perseguidos políticos y establecía que Buenos Aires se comprometiese a defender a las provincias de un posible ataque portugués. También se convocaba a una reunión de representantes de las tres provincias en el convento de San Lorenzo.
Las principales disposiciones del tratado fueron que:
- Proclamaba la unidad nacional y el sistema federal (preconizado por José Gervasio Artigas).
- Convocaba, en el plazo de 60 días, a una reunión de representantes de las tres provincias en el convento de San Lorenzo, para convenir la reunión de un congreso que permitiese reorganizar el gobierno central.
- Establecía el fin de la guerra y el retiro de las tropas de Santa Fe y Entre Ríos a sus respectivas provincias.
- Buenos Aires se comprometía a ayudar a las otras provincias en caso de ser atacadas por los luso-brasileros.
- Los ríos Uruguay y Paraná se declaraban navegables para las provincias amigas.
- Concedía una amplia amnistía a los desterrados o perseguidos políticos.
- Determinaba el enjuiciamiento de los responsables de la administración anterior “por la repetición de crímenes con que se comprometía la libertad de la Nación”
- Disponía la comunicación del tratado a José Artigas, “para que siendo de su agrado, entable desde luego las relaciones que puedan convenir a los intereses de la Provincia de su mando, cuya incorporación a las demás federadas, se miraría como un dichoso acontecimiento”.
- Un compromiso secreto entre los dos gobernadores federales y Sarratea preveía la entrega, a los dos primeros, de auxilios y armas. Los dos gobernadores fueron invitados por el gobierno de Buenos Aires, ciudad donde estuvieron en calidad de huéspedes.

López y Ramírez, fortalecidos por su victoria frente a Buenos Aires, se encontraron forzados a desconocer la autoridad de Artigas ya que éste había sido derrotado en la Batalla de Tacuarembó por los lusobrasileños. Consideraban más correcto estratégicamente reorganizar sus provincias y abandonar de momento la guerra con los portugueses que les imponía la estrecha alianza con Artigas, quien por esto rechazó el tratado y los acusó de traición.
Los gobernadores de Santa Fe y de Entre Ríos (y luego de Corrientes) consideraban ya inútil y demasiado peligroso continuar con la guerra contra la Invasión Luso-brasileña una vez derrotados, ya que suponían que esto arrastraría a sus provincias a una guerra defensiva en su propio territorio. Toda la Provincia Oriental, la parte Este de Corrientes y casi toda la Provincia de Misiones se encontraban bajo el poder de los invasores lusobrasileños, que podrían atacar a sus provincias impunemente. Para evitarlo, lo único que parecía viable era aceptar una alianza con los unitarios, aunque estos fueran enemigos declarados de Artigas. Si tal alianza salvó a la Mesopotamia argentina de una anexión al Reino Unido de Portugal, Brasil y Algarve, sirvió para confirmar la anexión al mismo de la Banda Oriental.

### La anarquía en Buenos Aires
En los meses posteriores, Buenos Aires se caracterizó por el caos y la inestabilidad política. La provincia volvió a sufrir una invasión de López, tuvo varios gobernadores en pocos meses y hasta tres en un solo día, el 20 de junio de ese año (mismo día de la muerte de Belgrano), conocido como "El día de los tres Gobernadores", Ramos Mexia, el Cabildo y el general Soler. En estos días, careció en absoluto de autoridad.
Finalmente, los porteños dejaron de lado sus diferencias para terminar con la invasión de López, nombrando gobernador a Manuel Dorrego quien, con el apoyo de las milicias de Martín Rodríguez y Juan Manuel de Rosas, derrotó a las fuerzas federales. Finalmente, el caudillo santafesino debió regresar a su provincia.

### Asunción de Martín Rodríguez
Una nueva Junta de Representantes nombró gobernador a Martín Rodríguez, el 2 de septiembre de 1820; contaba con el apoyo de los propietarios rurales de la campaña y de la clase media y alta de la ciudad.
Durante los inicios de su gobierno se produjo un levantamiento que contó con el apoyo federal, pero que fue sofocado a la fuerza por Juan Manuel de Rosas, que repuso al derrocado gobernador en su cargo. 
La Junta de Representantes le entregó al gobernador Rodríguez “el lleno de las facultades”, es decir facultades ejecutivas, judiciales y legislativas, por un plazo de tres meses. Al finalizar este período, en enero de 1821, Rodríguez pidió la renovación de éstas, que le fueron otorgadas por un plazo indeterminado. En uso de estas facultades extraordinarias, podía aprehender a los responsables y a los implicados en conspiraciones. Las penas debía disponerlas con el acompañamiento y asesoramiento del Consejo de Gobierno, creado al asumir Rodríguez.

#### El Pacto de Benegas: Paz con Santa Fe (24 de noviembre de 1820)
Rodríguez trató de concluir la guerra con Santa Fe, para lograr restablecer la paz y seguridad en la campaña. El caudillo santafesino Estanislao López, con la economía de su provincia devastada, aceptó las negociaciones, para lo cual tuvo que renunciar a la alianza del caudillo chileno Carrera. Bustos, gobernador de Córdoba, realizó la mediación.
Finalmente, el 24 de noviembre de 1820 se firmó el llamado Tratado de Benegas, que reafirmó la paz entre Buenos Aires y Santa Fe. Se acordó que Buenos Aires le entregase a Santa Fe 30.000 cabezas de ganado como indemnización por los gastos de la guerra.
Preveía la reunión de un Congreso en Córdoba, por lo tanto cancelaba lo dispuesto en el Tratado del Pilar, en el que se hablaba de un Congreso a reunir en San Lorenzo (Santa Fe)

#### El tratado del cuadrilátero (1822)
El 25 de enero de 1822 se realizó el Tratado del Cuadrilátero entre Buenos Aires, Santa Fe, Entre Ríos y Corrientes. El pacto era principalmente un tratado ofensivo-defensivo ante la amenaza portuguesa y un acuerdo de libre navegación de ríos entre las cuatro provincias.
El pacto establecía:
- La paz y unión de las cuatro provincias y una alianza ante una posible agresión extranjera, de españoles o portugueses.
- La libre navegación de los ríos para las provincias firmantes.
- El retiro de los diputados del diminuto congreso de Córdoba.
- Cualquiera de las provincias contratantes podía convocar un congreso cuando creyese llegada la oportunidad conveniente.
- La alianza de Buenos Aires con las provincias del litoral, asegurada mediante subsidios a los gobiernos, le dio oportunidad de neutralizar a Bustos, organizarse y preparar un futuro congreso.

## Provincias del litoral
- Santa Fe: Elegido Gobernador, Estanislao López concretó en 1818, la separación definitiva de la autoridad de Buenos Aires. Fue la primera provincia en sancionar un documento constitucional: el Estatuto Provisorio; sin embargo, la economía provincial estaba destruida por las prolongadas guerras.

- Entre Ríos: Francisco Ramírez gobernó desde 1818 como delegado de Artigas; después del triunfo de Cepeda se autodesignó gobernador y aspiró a independizarse del poder de Artigas. Derrotado en Tacuarembó por las fuerzas portuguesas, Artigas se retiró a Corrientes y se estableció en Curuzú Cuatiá. Al recibir el Tratado del Pilar, el caudillo oriental acusó a Ramírez de complicidad con los directoriales y lo enfrentó. Después de varios encuentros parciales, Artigas fue totalmente derrotado en Rincón de Ávalos (29 de julio de 1820). Ramírez incorporó los territorios de Corrientes y Misiones organizando la República Federativa Entrerriana, de la que fue elegido jefe supremo. Sus intenciones eran organizar un estado hegemónico, capaz de reincorporar a Paraguay, imponerse a Buenos Aires y recuperar a la Banda Oriental. El poder de Ramírez alarmó al gobierno porteño y a López, ambos firmantes del Tratado de Benegas. Los nuevos aliados se prepararon para la guerra. Ramírez invadió Santa Fe en mayo de 1821. Derrotado por López en Coronda, marchó a Córdoba. Sin embargo, fue nuevamente vencido y se dirigió hacia el Norte buscando regresar a su provincia, pero fue nuevamente derrotado y muerto en San Francisco. Finalmente, un Congreso creó las instituciones fundamentales y designó gobernador al coronel Lucio Mansilla, que respondía a Buenos Aires; en 1822 fue sancionado el Estatuto Constitucional.

- Corrientes: A la muerte de Ramírez recuperó su autonomía y bajo la dirección de Pedro Ferré inició su organización constitucional. El 1° gobernador constitucional fue Juan José Fernández Blanco (1821).

## Provincias del «Interior»
Intendencia de Córdoba del Tucumán
El director supremo Posadas había dividido la antigua intendencia de Córdoba del Tucumán en Córdoba y Cuyo. Como consecuencia del proceso de autonomía surgieron las siguientes provincias: Córdoba, San Juan, Mendoza, San Luis y La Rioja.
- Córdoba: El colapso del gobierno central produjo la caída del partido que apoyaba al Directorio. El federal José Javier Díaz fue restablecido en el mando; reunidos, los representantes de la provincia proclamaron su autonomía. La sublevación del Ejército del Norte en Arequito originó la entrada de sus efectivos en la ciudad; Juan Bautista Bustos, jefe de las fuerzas sublevadas, se hizo nombrar gobernador. En 1821 la sala de representantes aprobó el “Reglamento Provisorio para el régimen y administración de Córdoba”.

- San Juan: Salvador María del Carril fue elegido gobernador luego de que el Batallón de Cazadores de los Andes (enviado por San Martín a Buenos Aires) proclamara la independencia de la provincia (1820). Salvador logró mejoras económicas y culturales. Dotó a la provincia de una constitución conocida como la "Carta de Mayo".

- San Luis: Proclamó su independencia el 1 de marzo de 1820; posteriormente fue elegido gobernador José Santos Ortiz.

- Mendoza: Tomás Godoy Cruz organizó las instituciones provinciales. La vinculación comercial con Chile dio a Mendoza prosperidad y posteriormente Pedro Molina ejerció un gobierno pacífico y progresista (1820).

- La Rioja: En 1820 un grupo del disuelto Ejército del Norte llegó a la Rioja y proclamó su autonomía. El general Francisco Ortiz de Ocampo fue su primer gobernador. Posteriormente la autoridad recayó en Juan Facundo Quiroga.

Intendencia de Salta del Tucumán
Subdividida en 1814 en dos intendencias -Salta y Tucumán-, el estallido federal de 1820 dio origen a las provincias de Tucumán, Santiago del Estero, Catamarca y Salta. Jujuy quedó unida a esta última hasta la década siguiente.
- Tucumán: A fines de 1819 el gobernador Bernabé Aráoz proclamó la autonomía de la provincia, calificada de República libre e independiente. Fue sancionada una constitución, pero la guerra interna desangró a la provincia. En 1823, Javier López derrotó definitivamente a Bernabé Aráoz y restableció el orden.

- Santiago del Estero: Felipe Ibarra, comandante general de fronteras, fue elegido gobernador y proclamó la autonomía de la provincia el 27 de abril de 1820; durante 30 años ejerció la autoridad de la provincia.

- Catamarca: Ante los conflictos desatados en Tucumán, Catamarca inició su proceso de autonomía. Reunido un cabildo abierto, el 25 de agosto de 1821, Nicolás Avellaneda y Tula fue elegido gobernador. En 1823 se sancionó el Reglamento Constitucional para la nueva Provincia de Catamarca.

- Salta: Fue la primera provincia del interior que proclamó su autonomía. Luego de que el gobernador Güemes muriera en 1821 combatiendo las invasiones españolas a la provincia, se reunió una Junta Electoral que aprobó una constitución; la elección de gobernador recayó en José Antonio Fernández Cornejo. En 1821, una rebelión popular proclamó gobernador a José Ignacio Gorriti, antiguo lugarteniente de Güemes, quien logró restablecer el orden y transmitir el mando al fin de su período de gobierno. Desde entonces, distintos representantes de la aristocracia salteña fueron alternándose en el poder, asegurando la paz y la organización.

- Jujuy: Permaneció unida a Salta hasta la década del ’30, en que los enfrentamientos internos dieron oportunidad al coronel José María Fascio de proclamar su autonomía, el 18 de noviembre de 1834.

### Congreso de Córdoba: Proyecto Federativo del Interior (septiembre de 1821)
Desaparecida la autoridad nacional, la unión se mantuvo mediante los pactos interprovinciales. El Congreso de San Lorenzo, convocado por el Tratado del Pilar, no se pudo concretar por la anarquía y la guerra. La mediación de Bustos en el Tratado de Benegas le permitió imponer la reunión de un Congreso Federativo en Córdoba con instrucciones de propender al restablecimiento de la unidad de régimen.
En septiembre de 1821, casi todas las provincias habían enviado a sus diputados, excepto Corrientes y Buenos Aires las cuales se oponían a un proyecto federal, quienes trataban de concretar la apertura del Congreso.

## Caudillos
En la Historia de Argentina el caudillaje es visto como un personaje tradicionalista, totalmente opuesto al porteño y ligado a la causa federal. A partir de 1820, con la desaparición de las autoridades nacionales, los caudillos cobraron aún más importancia en la sociedad de las provincias, inclusive en Buenos Aires, con caudillos como Rosas. El caudillo provinciano se oponía al centralismo de Buenos Aires, también a la renovación minoritaria y a la modernidad. Estos caudillos detestaban a Buenos Aires, entre otras cosas, por concentrar el poder emanado de la posesión del puerto y los beneficios aduaneros que jamás habían sido en provecho del interior. Sin embargo, cada caudillo cargó con una personalidad singular. Los caudillos fueron muchos a lo largo de la Historia:
- José Gervasio Artigas (1764-1850).
- Juan Manuel de Rosas (1793-1877).
- Justo José de Urquiza (1801-1870).
- Estanislao López (1786-1838).
- Juan Bautista Bustos (1779-1830).
- José María Paz (1791-1854).
- Martín Miguel de Güemes (1785-1821).
- Alejandro Heredia (1788-1838).
- Andrés Guazurary (1785-1825).
- Juan Felipe Ibarra (1787-1851).
- Pascual Echagüe (1797-1867)
- Ricardo López Jordán (1822-1889).
- José Félix Aldao (1785-1845).
- Facundo Quiroga (1788-1835).
- Ángel Vicente Peñaloza (1798-1863).
- Felipe Varela (1821-1870).
- Francisco Ramírez (1786-1821).
- Santos Guayama (1830-1879)
- Manuel Taboada (1817-1872).
- Pedro Ferré (1788-1867).